# Onna (Giappone)
Onna (恩納村?) è un villaggio giapponese della prefettura di Okinawa.